# Златимир Коларов
Златимир Господинов Коларов е български лекар ревматолог, професор в Медицинския университет в София, председател на Българското медицинско дружество по остеопороза и остеоартроза и заместник-председател на Научното дружество по ревматология, писател и сценарист.

## Биография
Златимир Коларов е роден в София на 31 май 1954 г. в семейство на лекари. Брат е на стоматолога Росен Коларов. През 1980 г. завършва медицина в Медицинския университет – София с отличен успех и златна значка. Има придобити специалности по вътрешни болести и ревматология (кардиоревматология).

### Научна дейност
През 2000 г. защитава дисертационен труд за придобиване на научна степен „доктор на науките“ на тема „Клинико-генетични проучвания при ревматоиден артрит“. През 2004 г. след конкурс е избран за доцент, а през 2006 г. за професор.
През 1981 г. започва работа като ординатор във Вътрешното отделение на Районната болница в Бяла Слатина. През периода 1982 – 1990 г. е асистент към Клиника по вътрешните болести на Медицинския факултет – Пазарджик. През 1991 г. е назначен за главен асистент в Клиниката по ревматология на Медицинския университет в София. От 2006 г. е началник отделение „Системни заболявания на съединителната тъкан“.
Научните му трудове са над 590. Ръководител е на 6 защитени докторантури по ревматология. Автор е на 14 монографии, от които 6 самостоятелни, 2 практически медицински справочника, 4 участия в учебници, стотици научни съобщения, доклади и рецензии, участие в разработването на 5 научни становища с анексите към тях в областта на лечението и диагнозата на ревматичните болести, 106 експертни доклади за Изпълнителната агенция по лекарствата и др. Има 31 научно-популярни книги и брошури за пациенти.

### Литературна дейност
Освен на научни трудове е автор и на над 20 книги: художествени творби, публицистични и литературно критични произведения, научнопопулярни четива за заболяванията, които лекува. Автор на 17 сценария за игрални, документални и научнопопулярни филми. Сценарист е на филма „Пътят към върха“, а по романа му Illusio Magna е заснет филмът „Пепел върху слънцето“, на който е съсценарист.

### Обществена дейност
От 2010 г. е външен експерт по ревматология към НЗОК към Комисията за изписване на скъпоструващи лекарства. От 2010 г. е член на Комисията по лекарствените средства към Изпълнителната агенция по лекарствата. От 2010 г. е член на Централната етична комисия към Министерския съвет, като в периода 2010 – 2012 г. е неин председател.

### Членства
- Съюз на учените в България
- Председател на Българското медицинско дружество по остеопороза и остеоартроза, почетен председател
- Българско дружество по ревматология, заместник-председател[4]
- Българска асоциация по изучаване и лечение на болката, от 2008 г. член на Управителния съвет на асоциацията, почетен член
- секретар и заместник главен редактор на сп. „Ревматология“
- заместник главен редактор на сп. „Съвременна медицина“[1]
- главен редактор на списание „Topmedica“
- Международен съюз на лекарите-писатели (UMEM) към ЮНЕСКО. От 2023 г. е генерален секретар на организацията.[9]
- Съюз на българските писатели
- председател на Съюза на писателите-лекари в България „Димитър Димов“ от 2014 г.[10]
- Съюз на българските филмови дейци, гилдия „Драматургия“
- Съюз на журналистите в България

## Награди
Отличен е с 65 национални и международни номинации и награди, сред които 30 литературни награди (от тях 5 международни и 2 за цялостно творчество – една българска и една от САЩ), както и на 11 филмови награди.
Удостоен е с наградата на името на проф. Константин Чилов от Медицинския университет за приноса му в областта на терапевтичните науки (2013)
Носител е на наградата „Проф. К. Чилов“ (2014)
Носител е на Националната литературна награда „Проф. Димитър Димов“ (2024), номиниран от Съюза на българските писатели.